# Großgörschen
Großgörschen è una delle 11 municipalità (Ortschaft) che compongono la città tedesca di Lützen, nel Land della Sassonia-Anhalt.

## Storia
Dal 1º gennaio 2010 è stato accorpato al comune della città di Lützen.

## Geografia antropica
La municipalità di Großgörschen comprende le frazioni (Ortsteil) di Großgörschen, Kleingörschen, Rahna e Kaja.